# Фаяр (издательство)
Фаяр (фр. Fayard) — французское издательство, основанное в 1875 году в Париже.

## История
В 1857 году Жозеф-Франсуа Артем Фаяр основал «Издательство Артема Фаяра» (фр. Librairie Arthème Fayard). Издатель намеревался сосредоточиться на публикации популярной литературы (детективы, авантюрные романы, научно-популярные издания) по доступной цене, однако при его жизни (до 1894 года) издательство оставалось относительно небольшим. Перестроить издательство удалось сыну основателя Жозефу-Артему Фаяру. Он основал первые иллюстрированные журналы популярного и юмористического содержания: «La Jeunesse amusante» (1897, первый журнал для детей), «Le Petit illustré amusant» (1898), «Le Bon Vivant» (1899), «La Vie pour rire» (1900), «La Jeunesse Illustrée» (1903, для детей и подростков), «Les Belles Images» (1904, для детей и подростков).
Известной книжной серией издательства был цикл «Великие исторические исследования» («Grandes Études historiques»), основанный в 1921 году.
Наибольшим коммерческим успехом издательства была серия о Фантомасе (за авторством Пьера Сувестра и Марселя Аллена), общий тираж которой составил более 5 миллионов экземпляров. В издательстве «Фаяр» было опубликовано полное собрание сочинений Альфонса Доде.
Сейчас издательство входит в концерн Hachette. Издательство имеет три типографии: Éditions Mille et une nuits, Éditions Mazarine и Pauvert.